# 烏雷亞
烏雷亞，又稱烏瑞亞（希臘語：Οὔρεα）是由蓋亞單獨生下的男性山神，與烏拉諾斯和蓬托斯同輩。烏雷亞這個稱呼就來自於愛奧尼亞希臘語，指的就是山巒。